# Walaas Vilje
Walaas Vilje er en canadisk dokumentarfilm fra 2018 instrueret af Christy Garland.

## Handling
Efter sin opvækst i en flygtningelejr på Vestbredden mens hendes mor var i fængsel, er Walaa fast besluttet på at komme igennem den indledende træning til at blive en af få kvinder i de palæstinensiske sikkerhedsstyrker - noget som ikke er nemt for en pige, som er vant til at bryde alle regler.

## Medvirkende
- Walaa Khaled Fawzy Tanji
- Latifa Abu Draa
- Mohammad Tanji